# عايض
عايض هو مغني سعودي من مواليد 11 مايو، 1995. بدأ مسيرته الفنية في مارس 2015 عندما أطلق أغنية نسيتني عبر يوتيوب، والتي أعيد توزيعها ونشرها في يناير عام 2016، وحققت 16 مليون مشاهدة عبر يوتيوب. وهو حاصل جائزة صناع الترفيه في فئة الفنان المفضل عن فئة الموسيقى عام 2024م.

## مسيرته الفنية
ذاع صيته عندما نشر أغنية بعنوان ساقي العطش والتي حصلت على 21 مليون مشاهدة عبر اليوتيوب، وقدم بعد هذه الأغنية أغنية «قليل الشوف» و«مودي خوش». يُعرف عن عايض استخدامه للعديد من الآلات، والأصوات، والأنواع، والأساليب الصوتية. تأثّر هذا التنويع بلونه الموسيقي واسع النطاق واهتمامه في الثقافات المختلفة.
صدر في عام 2016 أول ألبوم له تحت عنوان عايض 2016، والذي أنتج ثلاث أغان منفردة حصدت المراكز الأولى عربياً، وأبرزها فمان الله التي احتلت المركز الأول لعدة أسابيع كأعلى مشاهدة في دول الخليج العربي بأكثر من 8.5 ملايين مشاهدة، وحصلت على المركز الأول عربياً على موقع أنغامي لفترة 6 أسابيع متتالية.

## حياته
وُلد عايض بالرياض في الحادي عشر من ذي الحجة لعام 1415 هـ الموافق 11 مايو عام 1995م، في أسرة ميسورة الحال تعود أصولها إلى محافظة بلقرن، جنوب المملكة العربية السعودية. تلقى تعليمه الأوليّ بمدارس الرياض. ومُنذ صِغره أحب الغناء والموسيقى.
في عام 2014، بدأ عايض ممارسة هوايته الفنية من خلال صفحة للانستغرام إذ كان يغني متخفيًا غير مُظهرٍ لشخصيته، واستمر بنشر المزيد من الفيديوهات، وفي وقت قصير جمعت هذه الفيديوهات عدد كبير من المعجبين، مما جذب اهتمام الشاعر "فهد المساعد"، الذي بدوره أُعجب بأداء عايض وكتب له أغنية نسيتني، التي حققت مشاهدات عالية وصلت إلى أكثر من خمس ملايين مشاهدة عبر يوتيوب.

### زواجه
في يوم 2 سبتمبر عام 2020، أعلن عايض عن زواجه من الفنانة السعودية هبة الحسين. وفي 2023 أعلنت انفصالها عنه في مقابلة مع مالك مكتبي.

## المشاركات
- حفل وضع حجر الأساس لمشروع القدية (يا طويق).
- الأمسية الغنائية المقامة ضمن فعاليات مهرجان ولي العهد للهجن في الطائف.
- الحفل الغنائي لليوم الوطني السعودي 88 في الدمام.
- شارك في تحكيم برنامج المواهب الغنائية (صوتك أقوى) على قناة sbc مع الفنانة داليا مبارك عام 2022م.[11]
- هو أول فنان سعودي يقدم دورس مادة (الثقافة الموسيقية) على منصة (مدرستي) ومنصة (عين التعليمية) لطلاب مراحل التعليم العام في السعودية عام 2022، والدروس عبارة عن نشاط لا صفّي قدمته هيئة الموسيقى بالتعاون مع وزارة التعليم.[12]
- شارك في احتفال في «ليلة الصقور» بمناسبة تأهل المنتخب السعودي الأول لكرة القدم إلى كأس العالم 2022 في قطر مع الفنانين: رابح صقر وماجد المهندس وداليا مبارك، وجرى الاحتفال على ملعب مدينة الملك عبد الله الرياضية في جدة.[13]
- شارك في غناء أغنية كأس العالم 2022 «أرحبوا في قطر مع فهد الكبيسي وحنين حسين.[14]
- شارك ممثلاً في مسلسل (مشراق) على قناة SBC السعودية عام 2022.[15]
- شارك في أول مسرحية شعرية غنائية (معلقاتنا امتداد أمجاد) بمناسبة يوم التأسيس السعودي عام 2023.[16]
- شارك في أغنية «أهلًا بالعالم» احتفالاً بإعلان استضافة المملكة العربية السعودية لكأس العالم 2034.[17]

## الألبومات
- 2016: عايض 2016.
- 2017: تلخبط.
- 2018: ثمان آلام.
- 2018: بالموت جاء.
- 2022: كل الخطا.

## أعمال وطنية
| الأغنية          | كلمات               | ألحان         | سنة الصدور | ملاحظات                                                                        |
| ---------------- | ------------------- | ------------- | ---------- | ------------------------------------------------------------------------------ |
| يا طويق          | بدر بن عبد المحسن   | ويليام روس    | 2019       |                                                                                |
| عدل ربي          | منى                 | ياسر بو علي   | 2020       |                                                                                |
| الوطن الأعز      | عبد الرحمن بن مساعد | صادق الشاعر   | 2020       | بمشاركة الفنانين إسماعيل مبارك وفهد العمري وناصر نايف.                         |
| أنا سعودي أنا    | عجلان ثابت - وشم    | محمد طه       | 2022       | بمناسبة يوم التأسيس.                                                           |
| أوبريت هامة طويق | رحاب                | نواف عبد الله | 2022       | بمناسبة اليوم الوطني 92، بمشاركة داليا مبارك، وفهد العمري، وعبد العزيز المعنى. |

## الجوائز
- جائزة الفنان المفضل عن فئة الموسيقى من جوائز صناع الترفيه «جوي أووردز» (Joy Awards) 2024م.[23]
- حصلت أغنيته «لماح» على جائزة أفضل أغنية خليجية للعام 2024، ضمن حفل جوائز بيلبورد عربية للموسيقى.[24]